# Erica rhodopis
Erica rhodopis là một loài thực vật có hoa trong họ Thạch nam. Loài này được (Bolus) Bolus mô tả khoa học đầu tiên năm 1905.